# 巴伦西亚德亚尔坎塔拉
巴伦西亚德亚尔坎塔拉，是西班牙埃斯特雷马杜拉卡塞雷斯省的一个市镇。总面积595平方公里，2001年普查人口總數為5878人，人口密度為每平方公里10人。